# 엠마 페넬라

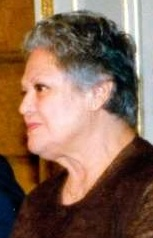

엠마 페넬라(Manuela Ruiz Penella, 1930년 3월 2일~2007년 8월 27일)는 스페인의 배우, 영화배우, 연극 배우이다.
마드리드에서 태어났으며 마드리드에서 사망하였다. 사인은 신부전이다.

## 영화
- 한 여름의 꿈(영어판)(2005년)
- 라만차의 돈키호테(1991년)
- 마법사를 사랑하라(1986년)
- 엘 버두고(1963년)
- 집행자(1963년)
- 교수대(1953년)